# Mattscheibe (Taktik)

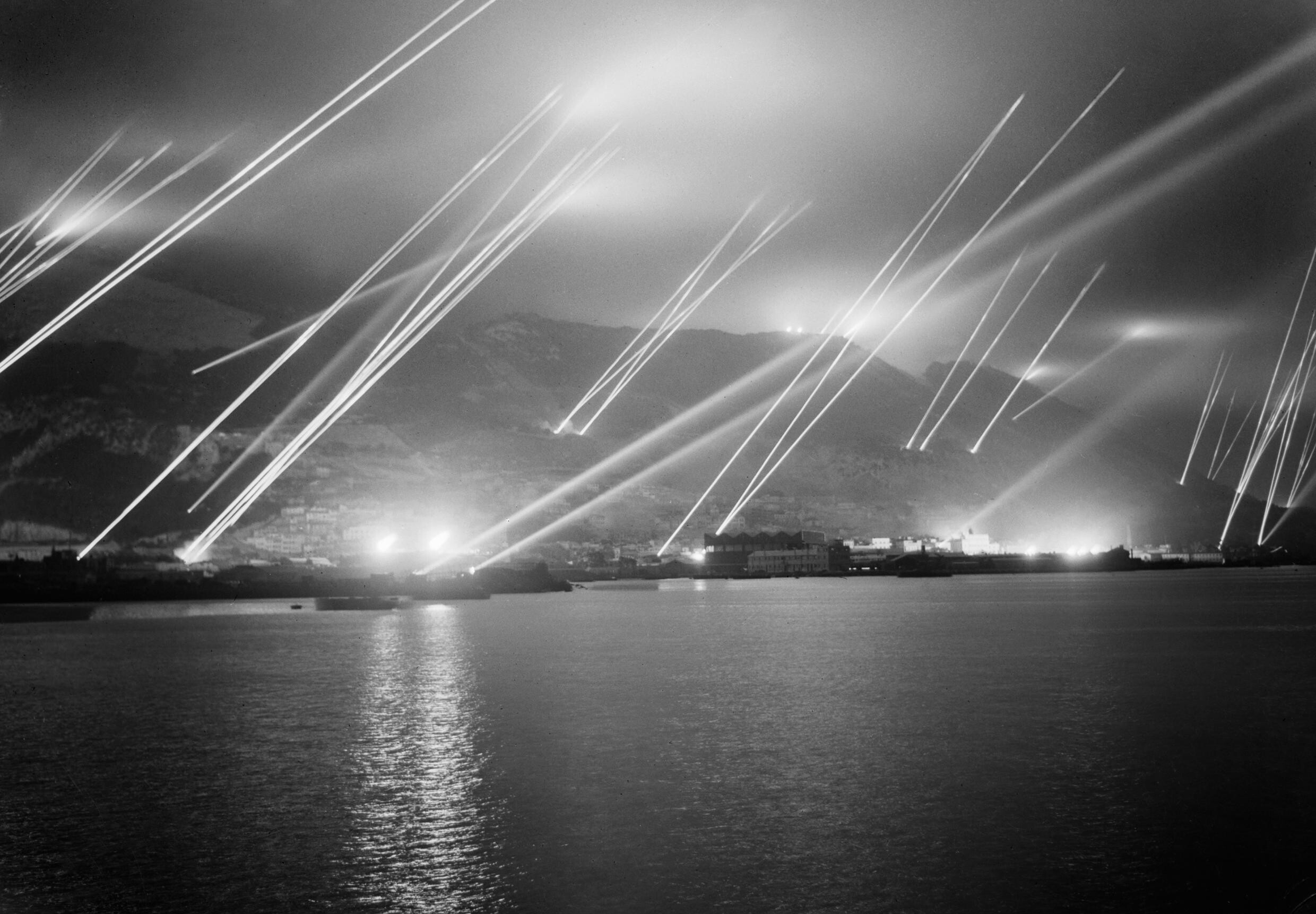
Von Scheinwerfern erleuchteter Nachthimmel (hier bei Gibraltar im Jahr 1942)

Mattscheibe war der Deckname einer speziellen Luftkampftaktik der deutschen Luftwaffe im Zweiten Weltkrieg, bei der während eines feindlichen Luftangriffs auf eine deutsche Stadt die Wolkendecke des Nachthimmels durch verschiedene Maßnahmen hell erleuchtet wurde, so dass sich die Silhouetten der angreifenden Bombenflugzeuge, ähnlich wie das Bild auf der Einstellscheibe einer Fotokamera, deutlich abhoben.
Zur Erleuchtung der Wolken dienten starke Flak-Scheinwerfer sowie durch Flak abgeschossene Leuchtgranaten und von eigenen Flugzeugen abgeworfene, an Fallschirm hängende, Leuchtbomben („Christbäume“).
Auf diese Weise konnten die feindlichen Bomber auch von Tagjägern, die anders als Nachtjäger über keine speziellen Funkmessortungsgeräte verfügten, visuell wahrgenommen und angegriffen werden. Während des Angriffs stellte die eigene Flak das Abwehrfeuer ein, um die Jäger nicht zu gefährden. Diese, vom deutschen Fliegeroffizier Hajo Herrmann (1913–2010) vorgeschlagene Taktik wurde als Wilde-Sau-Nachtjagdverfahren bezeichnet.